# Paul Heyman
Paul Heyman (n. 11 septembrie 1965) este un wrestling manager, angajat în momentul de față în promoția de wrestling World Wrestling Entertainment. Este apreciat ca fiind cel căruia i se datorează succesul federației Extreme Championship Wrestling din anii 1990.
Din aprilie 2025, în urma evenimentului Wrestlemania 41 și a RAW-ului ce l-a urmat, este manager al wrestlerilor Seth Rollins și Bron Breakker.
În WWE, Heyman a administrat ca manager un record de șapte campioni mondiali (Big Show, Kurt Angle, Rob Van Dam, CM Punk, Brock Lesnar, Roman Reigns și Seth Rollins). Criticii i-au lăudat abilitățile de gestionare și promovare. Heyman este considerat unul dintre cei mai mari manageri din istoria luptei profesionale. De asemenea, a luptat meciuri sporadic de-a lungul carierei, de obicei ca act de comedie, inclusiv în evenimentul principal al evenimentului Rebellion din 2002.

## Cariera în wrestling

### Începutul carierei (1986–1988)
Heyman a decis că vrea să lucreze în lupte profesioniste când l-a văzut pe Vince McMahon intervievând „Superstarul” Billy Graham. A început ca fotograf când avea 13 ani și și-a cumpărat propriul laborator foto pentru a face fotografii luptătorilor profesioniști din New York. A publicat propriul său buletin informativ, The Wrestling Times Magazine și a scris pentru publicații de lupte terțe, cum ar fi Pro Wrestling Illustrated. La vârsta de 14 ani, a sunat la Capitol Wrestling Corporation, compania-mamă a World Wide Wrestling Federation, și a obținut un permis de culise pentru Madison Square Garden, prima sa lucrare oficială în lupte profesionale. Fotografiile pozate din această perioadă cu Heyman cu cei trei manageri de călcâi ai WWF, Lou Albano, Fred Blassie și The Grand Wizard, au fost ulterior publicate de Pro Wrestling Illustrated ca dovadă că Heyman a studiat managementul călcâielor sub tutela „Three Wise”. Bărbați”. Heyman l-a întâlnit pe Dusty Rhodes la o înregistrare Jim Crockett Promotions, când a intrat într-o întâlnire de producție.
În 1985, Heyman a fost angajat de New York Studio 54 ca fotograf. În același an, a devenit producătorul Studio 54 și a găzduit primul spectacol Wrestle Party 85. L-a sunat pe Jim Crockett, care i-a trimis pe Ric Flair, Dusty Rhodes și Magnum T. A. Spectacolul a prezentat debutul lui Bam Bam Bigelow și un premiu pentru Flair.
La îndemnul lui Bigelow, Heyman și-a făcut debutul managerial pe 2 ianuarie 1987, apărând inițial pe circuitul independent de nord-est, înainte de a trece într-o perioadă mai cunoscută cu Championship Wrestling din Florida în februarie 1987. Acolo și-a unit forțele cu Kevin Sullivan și Oliver Humperdink și a dobândit numele Paul E. Dangerously din cauza asemănării sale cu personajul lui Michael Keaton din Johnny Dangerously. După ce CWF a fost absorbit de Jim Crockett Promotions, Bigelow l-a adus la Memphis și la Continental Wrestling Association (CWA) pentru a-i gestiona pe Tommy Rich și Austin Idol într-o rivalitate aprinsă cu Jerry Lawler, un război care mai târziu a fost transferat la Asociația Americană de Lupte (AWA). ), cu Midnight Express (Dennis Condrey și Randy Rose) ajutand-i pe Idol si nou face Rich.
Gimmick-ul lui Paul E. Dangerously era o extensie a propriei personalități a lui Heyman: un newyorkez nerăbdător cu o atitudine yuppie, adesea văzut ținând un telefon mobil, care era folosit ocazional ca „obiect străin” (conform lui Heyman, el a decis să folosească telefonul mobil ca armă când îl urmărea pe Gordon Gekko în Wall Street). După ce a părăsit AWA, Heyman s-a întors la CWA. Heyman s-a alăturat lui Eddie Gilbert și soției sale Missy Hyatt și împreună au avut o rivalitate cu Lawler înainte de a trece la Continental Wrestling Federation din Alabama. În culise, Gilbert a fost principalul booker al promoției, iar Heyman a devenit asistentul său. Heyman a fost, de asemenea, directorul de rezervări pentru Windy City Wrestling din Chicago și a început să-și dezvolte reputația de a fi un scriitor și producător de televiziune.

### National Wrestling Alliance/World Championship Wrestling(1988–1993)
În 1988, Heyman a sărit la Jim Crockett Promotions, unde Dangerously a condus din nou Originalul Midnight Express într-o rivalitae cu noul Midnight Express (Bobby Eaton și Stan Lane) și managerul lor, Jim Cornette, precum și cu administrandu-l pe „Mean” Mark Callous. S-a instalat în rolul unui announcer, alăturându-se lui Jim Ross pentru a comenta meciurile din WTBS World Championship Wrestling și alte programe. Heyman a recunoscut că a învățat mai mult lucrând cu Ross decât de la mentorii săi anteriori. În timpul perioadei între timpuri în WCW, Heyman a plecat să lucreze pentru ICW ca scriitor, dar a fost concediat în prima sa zi, în mijlocul primei înregistrări TV.
În 1991, WCW trebuia să-și restructureze „heeli”, așa că Heyman a revenit la rolul de purtător de cuvânt și manager al Alianței Periculoase, cu Rick Rude ca piesa centrală a factiunii. Potrivit lui Heyman, el și Stone Cold Steve Austin au învățat multe de la Rude. Heyman l-a condus pe Rude la titlul Statelor Unite și echipa Anderson-Eaton la titlurile Tag Team. Alianța Periculoasă a dominat WCW în cea mai mare parte a anului 1992.
Heyman a fost concediat de la WCW după confruntări cu booker-ul Bill Watts. În februarie 1993, Heyman a intentat un proces împotriva WCW, acuzând rezilierea greșită și discriminare etnică. Procesul a fost soluționat în mod privat în afara instanței.

### Eastern Championship Wrestling/Extreme Championship Wrestling(1993–2001)
După ce a părăsit WCW, Heyman a încercat să înceapă o nouă promotie în Texas cu Jim Crockett Jr. Cu toate acestea, a apărut un dezacord, deoarece Crockett dorea să construiască un brand de lupte tradiționale, în timp ce Heyman credea că luptele tradiționale sunt învechite și că era nevoie de o nouă abordare a genului.
În acest moment, Eddie Gilbert era rezervator pentru o promoție din Philadelphia, National Wrestling Alliance (NWA)'s Eastern Championship Wrestling, lucru pe care l-a făcut sub proprietatea unui proprietar local de amanet pe nume Tod Gordon. Heyman a venit să-l ajute pe Gilbert să-i învețe pe luptătorii mai tineri cum să performeze la interviuri, dar comportamentul neregulat al lui Gilbert a devenit prea mult pentru Gordon, care a avut o ceartă majoră cu Gilbert chiar înainte de evenimentul UltraClash din 18 septembrie 1993. Din acel moment înainte, Heyman era responsabil de direcția creativă a companiei. Ca Paul E. Dangerously, a adus câțiva luptători, inclusiv Sabu și 911.

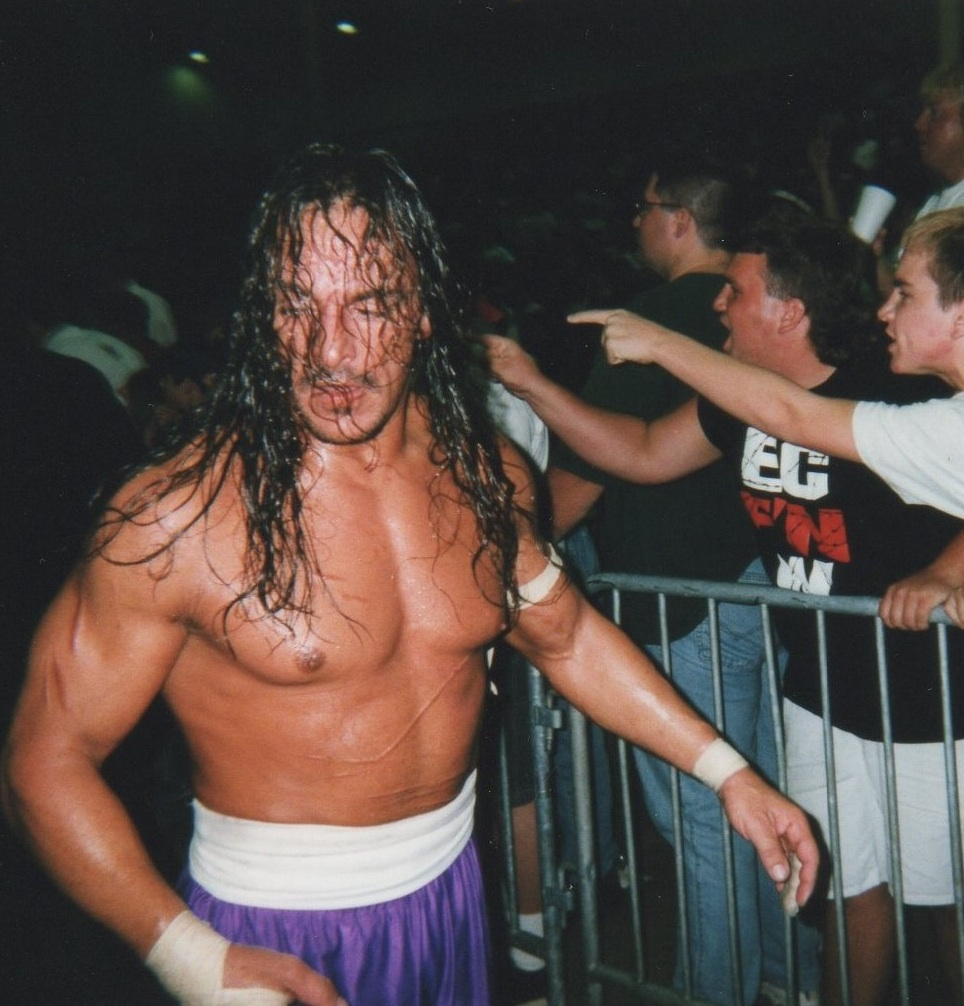
Sabu in ECW

Un an mai târziu, compania a fost promotia emblematică al unui NWA în dificultate. Turneul pentru titlul mondial NWA a fost programat să se desfășoare în august 1994, la un eveniment găzduit de ECW, în care au participat în mare parte luptători ECW. Rezultatul propus a fost ca actualul campion ECW Shane Douglas să devină campion, dar Heyman a conspirat cu Douglas și Gordon fără știrea președintelui NWA, Dennis Coralluzzo, pentru ca Douglas (și, prin extensie, ECW însuși) să denunțe public NWA și „tradiția” acesteia după ce a câștigat turneul. În discursul său de după meci, Douglas a atacat în mod agresiv descendența titlului, aruncând centura în jos, proclamând NWA „organizație moartă” și declarând titlul său ECW un campionat la nivel mondial. Planul pentru acest joc de șurub era cunoscut doar de cei trei.
În aceeași săptămână, Heyman și Tod Gordon au rebotezat promovarea, eliminând marca regională „Eastern” și declarând promotia Extreme Championship Wrestling. Au rupt compania de NWA, iar ECW a devenit propria sa entitate. Heyman a încurajat luptătorii să-și exprime adevăratele sentimente despre WWF, NWA și WCW. În mai 1995, Heyman a cumpărat-o de la Gordon și a devenit unicul proprietar al ECW. În timpul petrecut în ECW, Heyman și-a găsit un aliat în WWF-ul lui Vince McMahon. McMahon trimisese câțiva luptători WWF la ECW (sub salariul WWF) pentru a-i dezvolta și era interesat de câțiva luptători ECW, precum Terry Gordy și 2 Cold Scorpio. McMahon i-a plătit lui Heyman 1.000 de dolari pe săptămână pentru a-l închiria pe Scorpio. Heyman a recunoscut, de asemenea, că efortul de a pune ECW în rețeaua SUA a eșuat după ce președintele rețelei SUA, Steven Chau, a luat cunoștință de un e-mail trimis de Vince McMahon, care l-a făcut presiuni pe el și pe alți directori de rețea să pună ECW în rețeaua SUA.

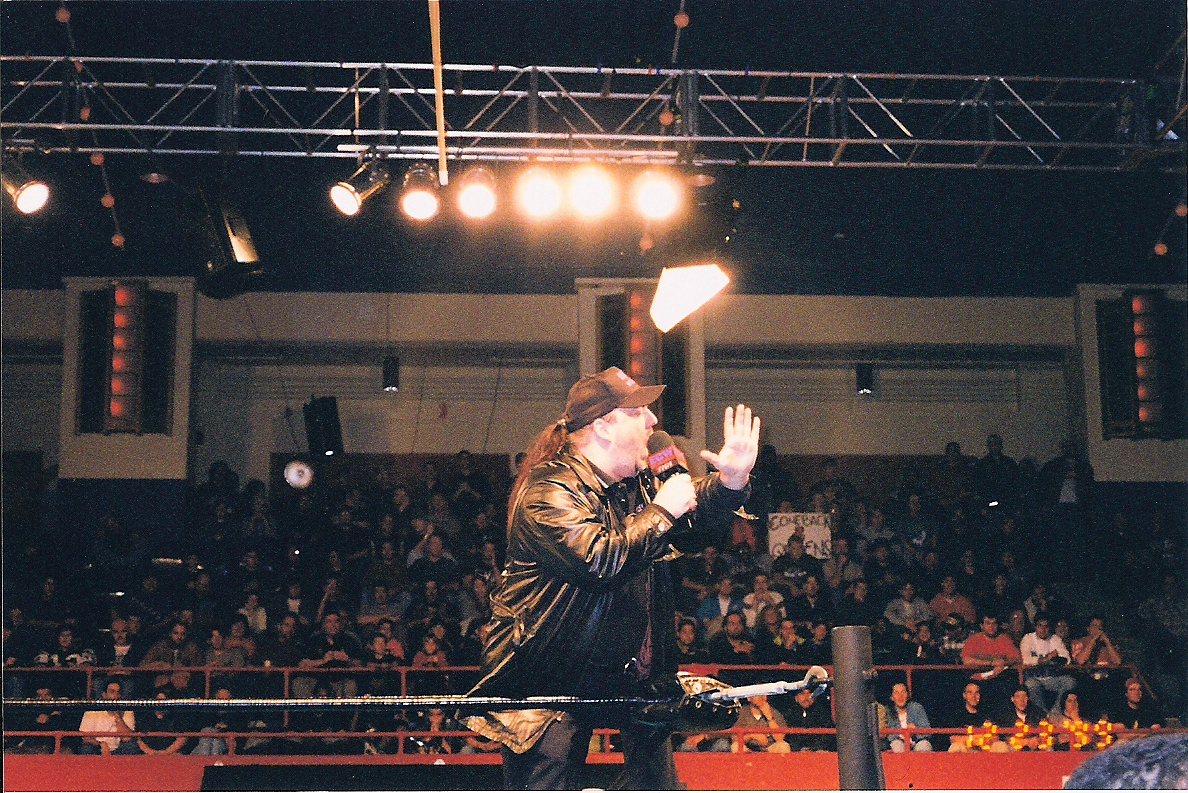
Paul (E) Heyman in ECW

În ultimele zile ale ECW, Heyman a devenit persona non grata, deoarece nu a apărut în spectacol și a fost înlocuit ca lider al culisei și creativ de către luptătorul ECW Tommy Dreamer. Heyman nu a putut scăpa de probleme financiare și ECW a închis pe 4 aprilie 2001. De asemenea, se presupune că Heyman nu le-a spus niciodată luptătorilor săi că compania era pe moarte și nu a putut să le plătească pentru o perioadă. ECW a intrat în faliment în 2001 (la doar câteva săptămâni după ce WCW a fost vândut către WWF pentru 2 milioane de dolari, după ce AOL Time Warner a anulat datorii de peste 100 de milioane de dolari), compania având 7 milioane de dolari în restanțe, cu peste 3 milioane de dolari datorate companiei de către InDemand Pay Per View. Pe 28 ianuarie 2003, World Wrestling Entertainment Inc. a achiziționat activele ECW de la HHG Corporation în instanță, dobândind drepturile asupra bibliotecii video a ECW.

### World Wrestling Federation/World Wrestling Entertainment/WWE(2001-2006)

#### Diferite roluri (2001–2005)
Heyman a devenit comentator pentru WWF la Raw Is War, înlocuindu-l pe Jerry Lawler, care a renunțat din cauza unei dispute când soția sa, The Kat, a fost concediată în februarie 2001. În acel timp, și-a reluat rivalitatea cu Jim Ross. În iulie, păstrându-și rolul de comentator, Heyman a recreat ECW ca un grajd, care apoi a fuzionat imediat cu WCW a lui Shane McMahon pentru a forma Alianța în timpul unghiului Invaziei. Heyman a fost „demis” după Survivor Series din 2001, când Alianța a pierdut un câștigător care ia toate meciurile care a marcat sfârșitul unghiului de invazie. Heyman a fost înlocuit la comentatorii Raw de Jerry Lawler, care a revenit.
Heyman a fost scriitorul principal pentru SmackDown! din iulie 2002 până în februarie 2003. În documentarul WWE din 2014 al lui Heyman, Ladies and Gentleman, My Name is Paul Heyman, Heyman a declarat că SmackDown! marca pe care o scria învingea Raw în rating, marfă și prezență la spectacole live într-o perioadă în care McMahon dorea o competiție reală între Raw și SmackDown! mărci. În timp ce era în WWE, Tazz i-a vorbit despre Brock Lesnar, un luptător de dezvoltare WWE. Heyman a început să-l îndrume pe Lesnar, iar McMahon a decis să-l facă managerul lui Heyman Lesnar. Heyman l-a ajutat pe Lesnar să captureze WWE Undisputed Championship la 126 de zile după debutul lui Lesnar în lista principală, când Lesnar a învins The Rock la SummerSlam pentru a deveni, de asemenea, cel mai tânăr WWE Undisputed Champion la acea vreme. La Survivor Series, Heyman sa întors împotriva lui Lesnar și s-a aliat cu Big Show, ajutându-l în același timp să câștige titlul de la Lesnar.
După ce McMahon și-a învins fiica Stephanie în octombrie 2003 la No Mercy pay-per-view, povestea a fost că a fost forțată să demisioneze din funcția de director general (GM) al SmackDown!. Heyman s-a întors la televiziune pentru a-și asuma rolul de director general al lui Stephanie McMahon. Pe 22 martie 2004, a apărut pe Raw pentru a lua parte la loteria anuală a draftului WWE. În timpul emisiunii, a fost recrutat la marca Raw pentru a lucra pentru directorul general Raw, Eric Bischoff. În schimb, el a decis să „renunțe” mai degrabă decât să lucreze pentru Bischoff, omul pe care l-a citat pentru moartea ECW, atacându-i talentul. Heyman a fost înlocuit ca SmackDown! Director general de către fostul său client Kurt Angle pe 25 martie.
Pe 10 iulie 2005, a fost raportat că Heyman a preluat funcțiile de director și scriitor în Ohio Valley Wrestling, un teritoriu de dezvoltare menținut de WWE. În acest timp, a legat o prietenie reală cu CM Punk.

### Revenire in ECW (2005–2006)
Pe 23 mai 2005, Heyman s-a întors într-un segment cu Vince McMahon și Eric Bischoff anunțând ECW One Night Stand, cu Heyman la conducere. În episodul din 22 mai 2006 din Raw, Heyman a apărut ca reprezentant ECW, promovând ECW One Night Stand. Pe 25 mai 2006, a fost anunțat că ECW va fi relansat, ca al treilea brand WWE. Heyman a fost responsabil de noul brand pe cameră, dar a avut o contribuție creativă minimă și în afara camerei. În episodul din 29 mai din Raw, în timpul unei confruntări cu Mick Foley, Heyman a anunțat că i s-a acordat o alegere la draft atât de la Raw, cât și de la SmackDown! de Vince McMahon. Alegerea lui la draft a fost fostul luptător ECW (și deținătorul contractului Money in the Bank) Rob Van Dam și SmackDown! alegerea la draft a fost Kurt Angle. Heyman a prezis că Van Dam îl va învinge pe John Cena la ECW One Night Stand pentru centura WWE și apoi se va declara noul campion mondial ECW.
La ECW One Night Stand, Van Dam l-a învins pe Cena pentru a câștiga Centura WWE. După ce Cena a fost lăsat inconștient un arbitru ECW, Edge (deghizat) a apărut și l-a aruncat pe Cena printr-o masă, înainte de a fi eliminat de arbitrul Nick Patrick, permițându-i lui Van Dam să lovească Frog Splash  pe Cena. Fără nici un arbitru disponibil, Heyman a alergat pe culoar pentru a număra. În noaptea următoare la Raw, Heyman a confirmat că, deoarece meciul de campionat a fost disputat conform „regulilor ECW” (ceea ce însemna, în esență, că nu existau reguli), decizia a rămas valabilă și Van Dam a fost Campionul WWE „Nedisputat”. În calitate de campion WWE, Van Dam a fost omul numărul unu în ECW reformat, așa că, la debutul ECW pe Sci Fi, în noaptea următoare, Heyman, anunțat ca „Reprezentant ECW”, i-a oferit reinstalarea Centurii Mondiale ECW. Van Dam a ales să păstreze ambele centuri de titlu și a fost recunoscut atât ca campion WWE, cât și ca campion mondial la greutate grea ECW. [Citare necesară] În episodul din 4 iulie din ECW, Heyman l-a ajutat pe Big Show să-l învingă pe Van Dam pentru Campionatul mondiala ECW.
La înregistrarea Raw/ECW din Carolina de Sud din decembrie 2006, s-a anunțat că Vince McMahon l-a trimis acasă pe Heyman, invocând „scăderea ratingurilor de televiziune și o listă de talente nemulțumită drept cauze pentru demiterea domnului Heyman”. Heyman a fost escortat de la Colosseum și trimis acasă. De asemenea, a fost scos imediat din echipa de creație a ECW după altercație. McMahon încerca să dea vina pe Heyman pentru pay-per-view-ul prost primit, iar după o întâlnire cu Vince și Stephanie McMahon, Heyman a părăsit în mod legitim WWE, dar a rămas sub contract. Heyman a fost împotriva deciziei ca Bobby Lashley să fie rezervat pentru a câștiga Campionatul Mondiala ECW și, în schimb, a vrut ca CM Punk să-l câștige, o decizie care nu i-a plăcut lui McMahon. acesta a fost factorul care a fost cauzat din cauza unei dispute în culise a unor dezacorduri creative între Heyman și McMahon care au dus la despărțire și că Heyman a fost anulat dintr-o serie de decizii cu privire la produs față de singurul pay-per-view ECW sub WWE, December to Dismember. McMahon și Heyman s-au ciocnit în fața mai multor membri ai echipei de scris pe avionul corporativ al lui McMahon a doua zi după pay-per-view. Cearta cu McMahon a fost în legătură cu un dezacord cu privire la meciul Extreme Elimination Chamber. Heyman a crezut că Big Show ar trebui eliminat în meciul Elimination Chamber de către CM Punk prin submission, pentru a împinge steaua în devenire. Big Show a fost de acord cu această idee, dorind să ajute la impulsionarea carierei lui Punk, dar McMahon nu a fost de acord, iar Punk a fost în cele din urmă eliminat primul. După ce se presupune că a refuzat o ofertă a lui Stephanie McMahon de a reveni la postarea de scris de televiziune pentru emisiuni de televiziune de dezvoltare WWE, Heyman s-a despărțit oficial de WWE pe 17 decembrie 2006.

### Revenire in WWE (2012–prezent)

#### Paul Heyman Guys (2012–2014)
După o absență de cinci ani în urma plecării controversate după PPV din decembrie la Dismember din 2006, Heyman s-a întors la WWE în episodul din 7 mai 2012 din Raw ca managerul lui Brock Lesnar, anunțând că Lesnar, care s-a întors cu o lună înainte, a părăsit compania WWE. În culise, Heyman nu a avut nici un interes la început să se întoarcă la WWE, deoarece încă simțea că a avut sânge rău cu o mulțime de personal, dar s-a reconsiderat după ce Lesnar i-a cerut prezența după o promoție slabă cu John Laurinaitis. Săptămâna următoare la Raw, Heyman s-a confruntat cu Triple H, dându-i un proces din partea Lesnar pentru încălcarea contractului. Triple H a răspuns împingându-l pe Heyman în frânghii, făcându-l pe Heyman să anunțe că va depune un proces împotriva lui Triple H pentru agresiune și agresiune. În episodul din 18 iunie din Raw, Heyman a refuzat provocarea lui Triple H pentru un meci împotriva lui Lesnar la SummerSlam în numele lui Lesnar. Mai târziu în acea lună, Heyman a declarat că Brock Lesnar va răspunde el însuși la provocarea lui Triple H la Raw 1000. Lesnar va continua să-l învingă pe Triple H la SummerSlam.
În episodul din 3 septembrie din Raw, după ce CM Punk l-a atacat pe John Cena, Heyman a fost văzut conducând mașina în care Punk a intrat. Aceasta a început o alianță între CM Punk și Heyman. Heyman a început să-l însoțească pe Punk pe ring pentru meciurile și promoțiile sale. Din cauza evenimentelor din săptămânile anterioare, în episodul din 11 februarie din Raw, Heyman s-a adresat publicului intenționând să demisioneze din companie. Cu toate acestea, CM Punk l-a convins pe Heyman nu numai să rămână în companie, ci și să fie în colțul lui Punk la viitorul pay-per-view Elimination Chamber pentru meciul său din Campionatul WWE. În această perioadă, Heyman și-a tăiat coada de cal.
Mai târziu, CM Punk și-a câștigat dreptul de a lupta cu The Undertaker la WrestleMania 29 după ce a câștigat un meci Fatal Four Way la Old School Raw. În plus, celălalt client al lui Heyman, Brock Lesnar, a fost rezervat pentru un meci No Holds Barred împotriva lui Triple H la WrestleMania, cu cariera lui Triple H în joc. La WrestleMania, ambii clienți ai lui Heyman și-au pierdut meciurile. În episodul din 15 aprilie din Raw, Heyman a anunțat că Lesnar l-a provocat pe Triple H la un meci cușcă de oțel la Extreme Rules. Săptămâna următoare, Triple H a acceptat meciul și i-a oferit un pedigree lui Heyman. Ca răspuns, Lesnar și Heyman au invadat sediul WWE și au distrus biroul lui Triple H. La Extreme Rules, Lesnar l-a învins pe Triple H cu ajutorul lui Heyman.
Heyman l-a anunțat pe Michael McGillicutty drept cel mai nou „tip Paul Heyman” la Raw din 20 mai și ia dat noul nume de Curtis Axel. În episodul din 27 mai din Raw, Heyman a apărut pe Highlight Reel cu Chris Jericho, unde Jericho l-a provocat pe CM Punk la un meci la Payback pe care Heyman l-a acceptat în numele lui Punk. Săptămâna următoare, Heyman și Jericho au semnat contractul pentru a-l oficializa. În aceeași săptămână la SmackDown, Jericho s-a confruntat cu Curtis Axel. În timp ce Jericho se apropia de victorie, Heyman s-a ridicat pe masa cranicilor și a strigat: „It's clobbering time”. Muzica lui Punk a început să cânte, distragând atenția lui Jericho suficient de mult pentru ca Axel să câștige victoria.
La Payback, Heyman l-a administrat pe Axel în timpul meciului său cu Wade Barrett și The Miz pentru Campionatul Intercontinental, Axel câștigând meciul și titlul. Heyman l-a însoțit pe Punk pe ring mai târziu în spectacol pentru meciul său cu Chris Jericho. După Payback, un videoclip exclusiv WWE.com a fost difuzat cu Punk spunându-i lui Heyman că el este prietenul lui și nu clientul lui. În episodul din 17 iunie din Raw, Punk l-a provocat pe Alberto Del Rio, menționând că nu vrea ca Heyman să-l mai conducă. În urma meciului lui Punk, acesta a fost atacat de Lesnar. Săptămâna următoare la Raw, Punk a cerut răspunsuri de la Heyman, care a jurat că nu i-a cerut lui Lesnar să-l atace. Punk l-a iertat pe Heyman și apoi l-a înfruntat pe Darren Young și, în urma câștigului său, a fost atacat de Titus O'Neil până când Curtis Axel l-a salvat, spre supărarea lui Punk. Heyman a anunțat că va face echipă cu Axel împotriva The Prime Time Players săptămâna viitoare, din nou spre dezaprobarea lui Punk.

La Money in the Bank, Heyman l-a trădat pe CM Punk, costându-l șansa la servieta Money in the Bank, lovindu-l de trei ori cu o scară, doborându-l pe Punk de pe scară atunci când urca. În episodul din 5 august din Raw, Punk a ripostat sufocându-l pe Heyman în timp ce Heyman se afla în colțul lui Curtis Axel în timpul unui meci. Acest lucru l-a determinat pe Lesnar să intre în ring și să atace Punk. Mai târziu, Heyman l-a provocat pe Punk la un meci 1-la-1 pentru Raw de săptămâna viitoare, pe care Punk l-a acceptat. Cu toate acestea, aceasta s-a dovedit a fi o capcană când Lesnar a apărut înainte de meci. Planul a fost însă dejucat, atunci când Heyman l-a îndrăznit pe CM Punk să intre în ring și să accepte provocarea, în timp ce CM Punk, care anticipase capcana și s-a ascuns sub ring, a apărut și l-a atacat pe Lesnar. Cu toate acestea, Punk nu a reușit să pună mâna pe Heyman, când Curtis Axel a venit în ajutorul lui Heyman. Acest lucru a dus la un meci dintre Lesnar și Punk la SummerSlam, pe care Lesnar l-a câștigat după interferența lui Heyman.
„Cred că ștacheta a fost pusă atât de sus cu chimia pe care eu și Brock o avem și cu chimia pe care am avut-o eu și Punk, încât ar fi foarte greu să se potrivească cu asta... Nu am trecut niciodată prin cortină cu cineva cu mine. nu încercam să fac o audiție ca eveniment principal WrestleMania și nu vreau niciodată... Dar uneori chimia pur și simplu nu există".
Heyman în 2013, în ceea ce privește luptătorii cu care nu s-a completat bine.
Heyman și Axel i-au dat un atac brutal lui Punk pe Raw săptămâna următoare, Heyman rupând un băț de kendo peste spatele lui Punk, în timp ce Punk era încătușat. Heyman a fost apoi trimis în echipă cu Axel împotriva CM Punk într-un meci cu handicap de eliminare la Night of Champions. Heyman a încercat de mai multe ori să iasă din meci, ceea ce l-a determinat pe directorul general Brad Maddox să transforme meciul într-un meci cu handicap fără descalificare. La Night of Champions, Punk l-a eliminat pe Axel (care fusese forțat să-și apere Campionatul Intercontinental împotriva lui Kofi Kingston mai devreme în noapte), lăsându-l pe Heyman singur cu Punk. După ce a primit o bătaie de la Punk și a fost pus în cătușe, la fel cum i-a făcut Heyman lui Punk cu câteva săptămâni înainte, Punk era pe cale să-l atace pe Heyman cu un băț de kendo când Ryback a intervenit și l-a costat pe Punk meciul punându-l pe Punk printr-o masă.
La Battleground, Punk l-a prins pe Ryback după o lovitură scăzută. La Hell in a Cell, Punk l-a învins atât pe Ryback, cât și pe Heyman și, după meci, l-a atacat pe Heyman deasupra celulei, punând capăt disputei lor. În episodul din 11 noiembrie 2013 din Raw, Heyman a declarat că nu mai era cu Ryback, deoarece Ryback nu i-a acceptat niciodată oficial propunerea de a deveni „Paul Heyman Guy”. După aceea, CM Punk a ieșit să-l învingă încă o dată pe Heyman cu un stick de kendo. În noaptea următoare la SmackDown, Heyman i-a anunțat oficial pe Curtis Axel și Ryback că nu mai sunt Paul Heyman guys, marcând astfel sfârșitul asocierii lui Axel cu Heyman, în timp ce acesta a continuat să facă echipă cu Ryback. Heyman a revenit în episodul din 30 decembrie din Raw alături de Brock Lesnar, care l-a atacat pe Mark Henry. El l-a susținut pe Lesnar în timp ce s-a certat cu Big Show și The Undertaker în primele patru luni ale anului 2014. Lesnar a pus capăt seriei neînvinse ale The Undertaker la WrestleMania XXX; aceasta a fost prima pierdere a lui Undertaker la WrestleMania, deoarece a avut anterior un record de 21 de victorii. La Raw după WrestleMania, Cesaro s-a dezvăluit a fi un „Paul Heyman Guy”. În cele din urmă, Cesaro s-a declarat că nu mai este „Paul Heyman Guy” în episodul din 21 iulie din Raw.

#### Managerul luiBrock Lesnar(2014–2020)
După ce Triple H a anunțat că Randy Orton îl va provoca pe John Cena la SummerSlam, Roman Reigns a ieșit și s-a luptat cu Orton în culise. Heyman a ieșit apoi și i-a spus lui Triple H să pună în aplicare „Planul C”, care era întoarcerea lui Lesnar, care ar avea un meci împotriva Cenei la SummerSlam. Lesnar a învins-o pe Cena la SummerSlam pentru a câștiga WWE World Heavyweight Championship.
La Royal Rumble, Heyman a fost pe front când Lesnar și-a păstrat WWE World Heavyweight Championship împotriva lui Cena și Seth Rollins. La WrestleMania 31, Heyman a fost pe front când Lesnar și-a apărat WWE World Heavyweight Championship împotriva câștigătorului Royal Rumble din 2015, Roman Reigns, dar Lesnar nu a reușit, deoarece Rollins și-a încasat servieta Money in the Bank și a făcut din meci un meci Triple Threat. Rollins l-a fixat pe Reigns pentru victorie. În noaptea următoare la Raw, Lesnar a fost suspendat după ce a cerut o revanșă pentru titlu și a atacat mai mulți oameni nevinovați.
În iunie, Heyman și Lesnar s-au întors la WWE după ce Lesnar a fost numit candidatul numărul 1 la Campionatul Mondial WWE la categoria grea, declanșând o ceartă între Lesnar și Rollins. La Battleground, Lesnar l-a învins pe Rollins prin descalificare, după ce The Undertaker s-a întors și l-a atacat pe Lesnar. The Undertaker și-a explicat în continuare acțiunile ca pe o răzbunare nu pentru înfrângerea seriei, ci pentru batjocurile constante ale lui Heyman. La SummerSlam, Heyman a fost la marginea ringului când meciul dintre Brock Lesnar și The Undertaker s-a încheiat cu controverse; s-a sunat clopoțelul când The Undertaker a lovit, dar arbitrul nu l-a văzut. Acest lucru i-a permis The Undertaker să-l învingă pe Lesnar după ce a leșinat la Poarta Iadului. La Hell in a Cell, Heyman a fost prezent când Lesnar l-a învins pe Undertaker în revanșă, punând capăt disputei lor.
Heyman s-a întors cu Lesnar pe 11 ianuarie 2016 la Raw și a fost în prima linie cu Lesnar pentru Royal Rumble. Lesnar a fost eliminat în meci de Bray Wyatt, după interferența restului familiei Wyatt. El l-a însoțit pe Lesnar pe ring la WrestleMania 32, cu Lesnar învingându-l pe Dean Ambrose într-un No Holds Barred Street Fight. Pe 19 iulie, la draftul WWE 2016, Lesnar și Heyman au fost recrutați la marca Raw. Heyman s-a întors alături de Lesnar în episodul de 1 august din Raw, exagerând meciul Lesnar-Orton de la Summerslam, în timp ce Lesnar a primit un RKO de la Randy Orton. În episodul din 31 octombrie din Raw, Heyman și Lesnar s-au confruntat cu Goldberg. Heyman a fost îndreptat de Goldberg și ulterior dus cu ambulanța la un spital din Hartford, Connecticut. În episodul din Raw din 31 iulie, Heyman a apărut împreună cu Lesnar pentru a-i anunța lui Kurt Angle că, dacă Lesnar va pierde campionatul la SummerSlam, ambii vor pleca din companie. La Summerslam, Lesnar i-a învins pe Roman Reigns, Samoa Joe și Braun Strowman într-un Fatal 4-Way pentru a păstra Campionatul Universal.
La Extreme Rules, Kurt Angle a spus că, dacă Lesnar, campionul universal în regulă de atunci, nu s-a prezentat la Raw sau nu ar fi de acord cu termenii când Lesnar va apăra campionatul, atunci el va fi deposedat de campionat. Pe 16 iulie 2018, episodul din Raw, Heyman l-a întrerupt pe Angle, care era pe cale să-l dezbrace pe Lesnar, și a declarat că Lesnar va păstra campionatul cât de mult va dori. Angle l-a programat apoi pe Lesnar să apere campionatul la SummerSlam și, dacă nu ar fi făcut-o, ar fi dezbrăcat pe termen nelimitat. În episodul din 30 iulie din Raw, Angle a amenințat cu angajarea lui Heyman din cauza refuzului lui Lesnar de a părăsi zona din culise și de a apărea în ring. După mai multe încercări eșuate ale lui Heyman de a-l convinge pe Lesnar să apară în ring, Lesnar l-a atacat pe Angle cu un F-5 și l-a sufocat pe Heyman. Două săptămâni mai târziu, în episodul din 13 august 2018 din Raw, Heyman a dezvăluit că totul a fost un șiretlic, deoarece atât Heyman (mânuind spray cu piper) cât și Lesnar l-au ambuscat pe Reigns. Heyman îl va însoți pe Lesnar în SummerSlam, unde domnia lui Lesnar de 504 zile ca campion s-ar fi încheiat după ce Lesnar a fost blocat de Reigns. Heyman ar apărea într-un segment în culise Raw după SummerSlam pentru a invoca clauza de revanșă a lui Lesnar împotriva lui Roman Reigns pentru Campionatul Universal de la Hell in a Cell, dar revanșa a fost respinsă de Kurt Angle. Cu toate acestea, la Hell in a Cell, Heyman a apărut în timp ce Lesnar a interferat cu meciul evenimentului principal dintre Roman Reigns și Braun Strowman. A doua zi, Heyman a apărut pe Raw, organizând un meci cu triple amenințare la Crown Jewel între Brock Lesnar, Braun Strowman și Roman Reigns pentru Campionatul Universal. Cu toate acestea, după anunțul lui Reigns privind leucemia, Heyman a organizat în schimb un meci de simplu între Lesnar și Strowman pentru titlul acum vacant la Crown Jewel, un meci câștigat de Lesnar.
La WrestleMania 35, Heyman a ieșit imediat după segmentul de deschidere, cerând ca Seth Rollins să se lupte cu clientul său pentru a începe cartea principală. Lesnar și Rollins au apărut după aceea. Lesnar l-a bătut sever pe Rollins, înainte de a începe meciul. Când meciul a început în cele din urmă, Rollins a câștigat în cele din urmă meciul în mai puțin de 5 minute, efectuând o lovitură scăzută atunci când un arbitru a fost doborât și executându-și finisherul de trei ori.
În iunie 2019, WWE a anunțat că Heyman va fi directorul executiv al Raw. Heyman a apărut și pe SmackDown datorită faptului că Lesnar a fost recrutat pentru brand în WWE Draft 2019 în octombrie, dar la scurt timp după aceea, Lesnar a revenit la Raw. Pe 11 iunie 2020, a fost raportat că Heyman a fost revocat din funcția de director executiv al Raw, într-un efort de a eficientiza atât echipele de redactare Raw, cât și SmackDown într-un singur grup condus de Bruce Prichard. Cu toate acestea, se aștepta ca Heyman să-și mențină rolul de pe ecran ca avocat al lui Brock Lesnar.
Heyman a continuat să-l reprezinte pe Lesnar până la WrestleMania 36, când Drew McIntyre l-a învins pentru Campionatul WWE într-un mod rapid, la un eveniment fără fani, din cauza pandemiei de COVID-19. Lesnar a optat apoi să nu semneze un nou contract, lăsându-și astfel cariera de wrestling profesionist în incertitudine din cauza faptului că a devenit „agent liber”.

#### The Bloodline (2020–2025)
În episodul din 28 august 2020 din SmackDown, Heyman s-a aliniat la revenirea Roman Reigns, descriind personajul consilierului său special. După revenirea lui Lesnar la WWE la SummerSlam în august 2021, la evenimentul Crown Jewel din octombrie, Reigns și-a păstrat Campionatul Universal după ce l-a lovit pe Lesnar cu centura de titlu. Alianța lui Heyman cu Reigns s-a încheiat în episodul din 17 decembrie 2021 din Smackdown, după ce Reigns l-a concediat pe Heyman și l-a atacat. În timp ce Reigns era pe cale să-l lovească cu un scaun de oțel, Lesnar l-a salvat de la atac.
În episodul din Raw din 3 ianuarie 2022, Heyman s-a aliniat din nou cu Lesnar după ce a câștigat Campionatul WWE cu două zile mai devreme în Ziua 1. Reuniunea a fost de scurtă durată, deoarece trei săptămâni mai târziu, la evenimentul Royal Rumble, Heyman a trădat. Lesnar înmânându-i lui Reigns centura de la WWE Championship pentru a-l ataca pe Lesnar, permițându-i lui Bobby Lashley să câștige titlul de la el în acest proces și realinându-l cu Reigns. Lesnar a continuat să câștige meciul Royal Rumble și a recâștigat campionatul WWE la Elimination Chamber, organizând un meci Champion vs. Champion Winner Takes All Championship Unification împotriva lui Reigns la WrestleMania 38. La WrestleMania 38 Reigns l-a învins pe Lesnar câștigând astfel atât Universal, cât și WWE. campionate. În această perioadă, Heyman va fi anunțat ca „The Wiseman”, precum și „Special Counsel” pentru Roman Reigns și Bloodline. Heyman a fost alături de Reigns când l-a învins pe Cody Rhodes la Wrestlemania 39 în evenimentul principal, iar domnia lui Roman Reigns a durat peste 1100 de zile ca campion universal.

## Viața Personală
Paul Heyman s-a născut la data de 11 septembrie 1965, în Bronx, New York City. Părinții lui sunt Sulamita (născută Szarf; 1928–2009) și Richard S. Heyman (1926–2013), ambii de origine evreiască. Heyman suferă de insomnie. El este un pasionat de film care citează Angels with Dirty Faces (1938) și Léon: The Professional (1994) drept filmele sale preferate și un mare admirator al muzicianului punk Henry Rollins, pe care l-a descris drept „unul dintre cei mai subestimați comentatori sociali din lume. Acolo".

## Legacy
Munca lui Heyman ca promotor și booker a fost lăudată de mulți colegi și critici de lupte. Fostul campion mondial la categoria grea ECW Raven l-a numit „cel mai creativ geniu pe care l-a văzut vreodată afacerea”, Un alt fost campion mondial la categoria grea ECW, Tazz, s-a referit și la Heyman drept „geniu”, în timp ce fostul comentator și manager WWE Jim Cornette s-a referit la el ca „ un geniu". Heyman este considerat unul dintre cei mai mari oratori din istoria luptei profesionale.
Heyman, cu toate acestea, a fost remarcat pentru a fi o personalitate dificilă și a avut mai multe certuri cu luptători, inclusiv AJ Styles și Gallows și Anderson. Fostul luptător ECW Tommy Dreamer a vorbit despre modul în care a plănuit să-l asasineze pe Heyman la WrestleMania X-Seven din cauza maltratării financiare de către Heyman a lui Dreamer.
Promotorul de lupte profesioniste și booker Eric Bischoff l-a lăudat și criticat pe Heyman, afirmând că „ideea de a lucra cu Paul nu avea să mă facă să spun „ooh wow, mă întreb cum va fi asta”. Și nu am făcut-o. Apropo, mereu ne înțelegem atât de grozav. Nu eram adversari sau ceva de genul ăsta, doar el își făcea treaba lui, eu făceam genul meu." „În momentul în care am ajuns la WWE și WCW nu mai exista și ECW nu mai exista și eram amândoi talente la WWE, Paul și cu mine am petrecut mult timp vorbind, din punct de vedere creativ și istoric și doar sentimentul nostru general asupra lucrurilor și am dezvoltat o relație grozavă. Am păstrat-o oarecum kayfabe, pentru că nu am știut niciodată când am putea avea ocazia să facem niște bani împreună, așa că am vrut ca oamenii să accepte povestea „Heyman îl urăște pe Bischoff”, „Bischoff urăște pe Heyman”, dar asta nu era deloc adevărat”.
În 2021, legendarul comentator de lupte profesioniste Jim Ross, care a lucrat cu Heyman în WCW și WWE și a fost fostul partener de difuzare al lui Heyman în WWE, l-a lăudat pe Heyman afirmând: „Este al naibii de inteligent și înțelege. Știa ce naiba face. A fost un antagonist foarte bun pentru că uneori cei mai buni antagoniști sunt răufăcătorii care spun lucruri despre care știi că sunt adevărate, dar pur și simplu nu vrei să le auzi. Heyman a avut capacitatea de a spune versiunea lui a adevărului, [el a fost] plauzibil. Pur și simplu nu a fost un călcâi care se depășește, a câștigat talent și a făcut o treabă grozavă".

## Media
Heyman este co-fondatorul companiei premiate din New York, The Looking4Larry Agency. Firma a deschis noi baze cu campania sa inițială cu Electronic Arts, jocuri video THQ, 2K Sports, Hard Rock Hotel și Casino Las Vegas. Heyman a lucrat și cu Brock Lesnar, colaborând cu el la autobiografia lui Lesnar, Death Clutch: My Story of Determination, Domination, and Survival. A apărut în jocurile video WWE Day of Reckoning, WWE SmackDown! vs. Raw, WWE 2K14, WWE 2K15, WWE 2K16, WWE 2K17, WWE 2K18, WWE 2K19, WWE 2K20, WWE 2K22 și WWE 2K23.
Heyman a interpretat un crainic sportiv în Rollerball din 2002. și un rol necreditat în filmul WWE Countdown. După ce o urgență în familie l-a forțat pe actorul original să se retragă, el a fost ales de producătorul executiv I Am Legend Michael Tadross să joace „Gino” în adaptarea cinematografică a emisiunii de lungă durată Off-Broadway Tony n' Tina's Wedding.

## Premii
Heyman suffers from insomnia. He is a film enthusiast who cites Angels with Dirty Faces (1938) and Léon: The Professional (1994) as his favorite films, and a great admirer of punk musician Henry Rollins, whom he described as "one of the most underrated social commentators out there".

## Premii și Realizări
- Inside The Ropes Magazine
  - Manager of the Year (2020)
- New York Post
  - Manager of the Year (2022, 2023)
- Pro Wrestling Illustrated
  - Faction of the Year (2022) – with The Bloodline
  - Manager of the Year (1992)
- WWE
  - WWE Year-End Award (1 time)
    - Best on the Mic (2018)
- Wrestling Observer Newsletter
  - Best Color Commentator (1991)
  - Best Booker (1994–1997, 2002)
  - Best on Interviews (2013–2014)
  - Best Non-Wrestler (2001, 2002, 2004, 2012–2014, 2018-2022)
  - Best Non-Wrestler of the Decade (2010s)
  - Best on Interviews of the Decade (2010s)
  - Most Disgusting Promotional Tactic (2012)Angle with CM Punk, exploiting Jerry Lawler's real-life heart attack, playing footage of him near death
  - Wrestling Observer Newsletter Hall of Fame (Class of 2005)

1. ↑  CageMatch, accesat în 5 decembrie 2022